# 舊米尊
48°55′14″N 23°52′26″E / 48.92056°N 23.87389°E
舊米尊（烏克蘭語：Старий Мізунь），是烏克蘭西部的村莊，隸屬伊萬諾-弗蘭科夫斯克州的卡盧什區。該村始建於1515年，面積17.2平方公里，2016年人口2,800，人口密度每平方公里167.3人。